# 奧圖曼中尉
《奧圖曼中尉》（英語：The Ottoman Lieutenant）是一部2017年美國及土耳其合拍的戰爭劇情片，由喬許·哈奈特、麥可·俞斯曼、赫拉·希爾馬、本·金斯利等人主演。該影片講述的是第一次世界大戰期間奧斯曼土耳其帝國境內亞美尼亞人的男女戀情故事。
电影是在一部講述亚美尼亚种族灭绝的电影《承諾》前后上映。这两部电影之间被认为有相似之处，有人指责奥斯曼中尉的上映是为了否认亚美尼亚种族灭绝。

## 外部連結
- 互联网电影数据库（IMDb）上《奧圖曼中尉》的资料（英文）